# 锡布灵国际赛道
锡布灵国际赛道（Sebring International Raceway）是锡布灵附近的一条公路赛道。
锡布灵赛道赛道是美国历史最悠久的赛道之一，其首场比赛于1950年举行。锡布灵是北美跑车赛的经典赛道之一，并且是锡布灵12小时耐力赛的举办地。赛道在1959年举办了第一届一级方程式美国大奖赛，但是由于低人气和过高的开销导致次年的美国大奖赛移师到南加州的里弗賽德國際賽道举办。
该赛道占据锡布灵地区机场的一部分，这是一个用于私人和商业交通的活跃机场，最初是作为美国陆军航空军的二战训练基地亨德里克斯军用机场建造的。